# Asieciszcza
Asieciszcza (biał. Асецішча; ros. Осетище, Osietiszcze) – wieś na Białorusi, w obwodzie witebskim, w rejonie dokszyckim, w sielsowiecie Berezyna. W 2009 roku liczyła 25 mieszkańców.